# Tapeinidium stenolobum
Tapeinidium stenolobum là một loài thực vật có mạch trong họ Dennstaedtiaceae. Loài này được (Baker) W.H. Wagner & Grether miêu tả khoa học đầu tiên năm 1948.